# Knut Lundmark
Pour les articles homonymes, voir Lundmark.
Knut Emil Lundmark (14 juin 1889 - 23 avril 1958) était un astronome suédois spécialisé dans l'étude des galaxies, ou « nébuleuses », comme on les appelait au début de sa carrière scientifique avant que leur vraie nature ne soit comprise.

## Quelques réalisations
L'article sans doute le plus célèbre de Knut Lundmark date de 1921. Il y recense les phénomènes dit d'étoile invitée recensés par les astronomes du monde chinois en y excluant les comètes. Sa compilation correspond à ce que l'on appelle à l'époque des « novae », et étaient en réalité soit des novae, soit, plus rarement, des supernovae. Ce travail permettra par la suite à Edwin Hubble d'identifier la nébuleuse du Crabe comme étant les débris de l'explosion vue en l'an 1054 et correspondant à la supernova historique SN 1054.
Lundmark a surtout travaillé dans l'étude des nébuleuses, qui se sont peu à peu avérées être des galaxies, situées en dehors de notre Voie lactée. Il a en particulier été un des premiers à déterminer de façon convaincante un ordre de grandeur de la distance de la Galaxie d'Andromède, en 1923, suggérant fortement sa nature extragalactique. Lundmark ne réalisera cependant pas complètement l'impact révolutionnaire de cette découverte, sans doute un peu incertaine à ces yeux, puisque le mécanisme de novae était incompris à l'époque. C'est en observant des céphéides dans diverses galaxies proches que Edwin Hubble scellera définitivement la nature de ces objets. Au passage, l'estimation de Lundmark, qui plaçait la galaxie d'Andromède 63 fois plus loin que notre centre galactique, soit à une distance de 500 kiloparsecs, était notablement plus précise que la détermination ultérieure de Hubble par des céphéides, du fait des incertitudes intrinsèque sur la magnitude absolue de ces objets.
Dans ses travaux sur les nébuleuses proches (c'est-à-dire les galaxies du Groupe local), il confirme au britannique Philibert Jacques Melotte en 1926 que la nébulosité que celui-ci a découvert sur un relevé photographique est bien d'un aspect similaire à NGC 6822, qui venait d'être identifié comme une galaxie par Hubble. Pour cette raison, cette nébuleuse, en réalité précédemment découverte par Max Wolf plus de quinze ans plus tôt, s'appelle désormais la Galaxie de Wolf-Lundmark-Melotte (ou WLM, des initiales des trois astronomes qui ont contribué à son identification).
Intéressé par la structure de l'univers proche, il assimilera suffisamment de relativité générale pour tenter de tester observationnellement le modèle cosmologique de Willem de Sitter (désormais appelé univers de de Sitter) en confrontant l'équivalent de la loi de Hubble (qui n'avait pas encore été écrite en tant que phénomène lié à l'expansion de l'Univers) aux amas globulaires du voisinage de notre Voie lactée.

## Honneurs
L'astéroïde (1334) Lundmarka porte son nom.